# Mohan Patel
Mohan Patel (Auckland, 11 november 1952) is een hockeyer uit Nieuw-Zeeland. 
Patel won samen met zij broer Ramesh tijdens de Olympische Spelen 1976 in Montreal  de gouden medaille te winnen. 

## Erelijst
- 1976 –  Olympische Spelen in Montreal